# AG2R Citroën Team w sezonie 2022
AG2R Citroën Team w sezonie 2022 – podsumowanie występów zawodowej grupy kolarskiej AG2R Citroën Team w sezonie 2022, w którym należała ona do dywizji UCI WorldTeams.

## Transfery
Opracowano na podstawie:
| Przybyli               | Przybyli                 | Odeszli         | Odeszli           |
| Kolarz                 | Poprzednia grupa (2021)  | Kolarz          | Nowa grupa (2022) |
| ---------------------- | ------------------------ | --------------- | ----------------- |
| Felix Gall             | Team DSM                 | Tony Gallopin   | Trek-Segafredo    |
| Paul Lapeira           | –                        | Mathias Frank   | –                 |
| Valentin Paret-Peintre | –                        | Alexis Gougeard | B&B Hotels-KTM    |
| Antoine Raugel         | Groupama-FDJ Continental | Ben Gastauer    | –                 |
| –                      | –                        | Julien Duval    | –                 |
| –                      | –                        | François Bidard | Cofidis           |

## Skład
Opracowano na podstawie:
| Skład drużyny 2022                        | Skład drużyny 2022   | Skład drużyny 2022 | Skład drużyny 2022                      |
| Imię i nazwisko                           | Data urodzenia       | Państwo            | Poprzednia grupa                        |
| ----------------------------------------- | -------------------- | ------------------ | --------------------------------------- |
| Clément Berthet                           | 2 sierpnia 1997      | Francja            | Delko (2021)                            |
| Geoffrey Bouchard                         | 1 kwietnia 1992      | Francja            | CR4C Roanne (2018)                      |
| Lilian Calmejane                          | 6 grudnia 1992       | Francja            | Total Direct Énergie (2020)             |
| Clément Champoussin                       | 29 maja 1998         | Francja            | Chambéry CF (2020)                      |
| Mikaël Cherel                             | 17 marca 1986        | Francja            | FDJ (2010)                              |
| Benoît Cosnefroy                          | 17 października 1995 | Francja            | Chambéry CF (2017)                      |
| Stan Dewulf                               | 20 grudnia 1997      | Belgia             | Lotto-Soudal (2020)                     |
| Felix Gall                                | 27 lutego 1998       | Austria            | Team DSM (2021)                         |
| Dorian Godon                              | 25 maja 1996         | Francja            | Cofidis, Solutions Crédits (2018)       |
| Jaakko Hänninen                           | 16 kwietnia 1997     | Finlandia          | EC Saint-Étienne Loire (2019)           |
| Anthony Jullien                           | 5 marca 1998         | Francja            | Chambéry CF (2020)                      |
| Bob Jungels                               | 22 września 1992     | Luksemburg         | Deceuninck-Quick Step (2020)            |
| Paul Lapeira                              | 25 maja 2000         | Francja            | AG2R Citroën U23 Team (2021)            |
| Lawrence Naesen                           | 28 sierpnia 1992     | Belgia             | Lotto-Soudal (2019)                     |
| Oliver Naesen                             | 16 września 1990     | Belgia             | IAM Cycling (2016)                      |
| Ben O’Connor                              | 25 listopada 1995    | Australia          | NTT Pro Cycling (2020)                  |
| Aurélien Paret-Peintre                    | 27 lutego 1996       | Francja            | Chambéry CF (2018)                      |
| Valentin Paret-Peintre                    | 14 stycznia 2001     | Francja            | AG2R Citroën U23 Team (2021)            |
| Nans Peters                               | 12 marca 1994        | Francja            | Chambéry CF (2016)                      |
| Nicolas Prodhomme                         | 1 lutego 1997        | Francja            | VC Villefranche Beaujolais (2020)       |
| Antoine Raugel                            | 14 lutego 1999       | Francja            | Équipe continentale Groupama-FDJ (2021) |
| Marc Sarreau                              | 10 czerwca 1993      | Francja            | Groupama-FDJ (2020)                     |
| Michael Schär                             | 29 września 1986     | Szwajcaria         | CCC Team (2020)                         |
| Damien Touzé                              | 7 lipca 1996         | Francja            | Cofidis (2020)                          |
| Greg Van Avermaet                         | 17 maja 1985         | Belgia             | CCC Team (2020)                         |
| Gijs Van Hoecke                           | 12 listopada 1991    | Belgia             | CCC Team (2020)                         |
| Andrea Vendrame                           | 20 lipca 1994        | Włochy             | Androni Giocattoli-Sidermec (2019)      |
| Clément Venturini                         | 16 października 1993 | Francja            | Cofidis, Solutions Crédits (2017)       |
| Larry Warbasse                            | 28 czerwca 1990      | Stany Zjednoczone  | Aqua Blue Sport (2018)                  |
| Valentin Retailleau (1 sie–31 gru)        | 18 czerwca 2000      | Francja            | Chambéry CF (2020)                      |
| Thomas Delphis (1 sie–31 gru, stażysta)   | 1 czerwca 1999       | Francja            |                                         |
| Pierre Gautherat (1 sie–31 gru, stażysta) | 16 stycznia 2003     | Francja            | AG2R Citroën U19 Team (2021)            |
| Bastien Tronchon (1 sie–31 gru, stażysta) | 29 marca 2002        | Francja            | AG2R Citroën U23 Team (2022)            |
|                                           |                      |                    |                                         |
| Źródła: ProCyclingStats Cycling Archives  |                      |                    |                                         |

## Zwycięstwa
Opracowano na podstawie:
| Zwycięstwa | Zwycięstwa                                           | Zwycięstwa | Zwycięstwa | Zwycięstwa        | Zwycięstwa |
| Data       | Wyścig                                               | Państwo    | Kategoria  | Zwycięzca         |            |
| ---------- | ---------------------------------------------------- | ---------- | ---------- | ----------------- | ---------- |
| 20 mar     | Cholet-Pays de la Loire                              | Francja    | 1.1        | Marc Sarreau      |            |
| 23 mar     | Volta Ciclista a Catalunya, 3. etap                  | Francja    | 2.UWT      | Ben O’Connor      |            |
| 16 kwi     | Tour du Jura                                         | Francja    | 1.1        | Ben O’Connor      |            |
| 18 kwi     | Tour of the Alps, 1. etap                            | Włochy     | 2.Pro      | Geoffrey Bouchard |            |
| 24 cze     | Mistrzostwa Luksemburga – jazda indywidualna na czas | Luksemburg | CN         | Bob Jungels       |            |
| 10 lip     | Tour de France, 9. etap                              | Szwajcaria | 2.UWT      | Bob Jungels       |            |
| 4 sie      | Vuelta a Burgos, 3. etap                             | Hiszpania  | 2.Pro      | Bastien Tronchon  |            |
| 9 wrz      | Grand Prix Cycliste de Québec                        | Kanada     | 1.UWT      | Benoît Cosnefroy  |            |

## Ranking UCI
| Ranking UCI | Ranking UCI            | Ranking UCI       | Ranking UCI |
| Kolarz      | Kolarz                 | Państwo           | Punkty      |
| ----------- | ---------------------- | ----------------- | ----------- |
| 18.         | Benoît Cosnefroy       | Francja           | 1781 pkt    |
| 39.         | Ben O’Connor           | Australia         | 1203 pkt    |
| 71.         | Greg Van Avermaet      | Belgia            | 826 pkt     |
| 108.        | Oliver Naesen          | Belgia            | 627 pkt     |
| 131.        | Bob Jungels            | Luksemburg        | 531 pkt     |
| 146.        | Marc Sarreau           | Francja           | 494 pkt     |
| 198.        | Andrea Vendrame        | Włochy            | 382 pkt     |
| 210.        | Clément Venturini      | Francja           | 352 pkt     |
| 227.        | Clément Champoussin    | Francja           | 339 pkt     |
| 290.        | Felix Gall             | Austria           | 250.33 pkt  |
| 299.        | Dorian Godon           | Francja           | 241 pkt     |
| 313.        | Aurélien Paret-Peintre | Francja           | 229 pkt     |
| 321.        | Stan Dewulf            | Belgia            | 222 pkt     |
| 325.        | Geoffrey Bouchard      | Francja           | 220 pkt     |
| 416.        | Clément Berthet        | Francja           | 163 pkt     |
| 422.        | Lilian Calmejane       | Francja           | 157 pkt     |
| 482.        | Damien Touzé           | Francja           | 133 pkt     |
| 618.        | Jaakko Hänninen        | Finlandia         | 95 pkt      |
| 651.        | Valentin Retailleau    | Francja           | 89 pkt      |
| 712.        | Paul Lapeira           | Francja           | 78 pkt      |
| 838.        | Michael Schär          | Szwajcaria        | 64 pkt      |
| 919.        | Nans Peters            | Francja           | 55 pkt      |
| 1394.       | Lawrence Naesen        | Belgia            | 29 pkt      |
| 1569.       | Mikaël Cherel          | Francja           | 20 pkt      |
| 1684.       | Nicolas Prodhomme      | Francja           | 18 pkt      |
| 1717.       | Antoine Raugel         | Francja           | 17 pkt      |
| 1881.       | Larry Warbasse         | Stany Zjednoczone | 13 pkt      |
| 2288.       | Valentin Paret-Peintre | Francja           | 5 pkt       |
| 2511.       | Gijs Van Hoecke        | Belgia            | 3 pkt       |